# Belgershain
Belgershain är en kommun och ort i Landkreis Leipzig i förbundslandet Sachsen i Tyskland. Kommunen har cirka 3 400 invånare.
Kommunen ingår i förvaltningsområdet Naunhof tillsammans tillsammans med kommunerna Naunhof och Parthenstein.